# Arduino Severini
Arduino Severini (Melfi, 19 agosto 1888 – Bari, 27 luglio 1953) è stato un avvocato e politico italiano.
Laureato in giurisprudenza, nel settembre del 1922 fondò una sezione del Partito Nazionale Fascista a Melfi e poi ricevette la nomina di ispettore nazionale fino agli inizi degli anni trenta. Fu eletto deputato durante la XXVII e XXVIII legislatura. Dopo la morte, un busto in suo onore venne innalzato nella Piazza del Tribunale di Melfi.